# Liste d'ouvrages sur les Khmers rouges

## Études historiques

### En français
- Elizabeth Becker (en) (trad. Jacques Martinache), Les larmes du Cambodge : l'histoire d'un autogénocide [« When the war was over »], Paris, Presses de la Cité, 1988, 458 p. (ISBN 978-3-7806-2192-4)
- Gilbert Bereziat, Cambodge 1945-2005 : soixante années d'hypocrisie des grands, Paris, L'Harmattan, coll. « Questions contemporaines », 4 février 2009, 276 p. (ISBN 978-2-296-07947-2, présentation en ligne)
- Bernard Bruneteau, Le Siècle des génocides : Violences, massacres et processus génocidaires de l'Arménie au Rwanda, Paris, Armand Colin, coll. « L'histoire au présent », 15 juin 2004, 252 p. (ISBN 978-2-200-26403-1)
- Laurent Césari, L'Indochine en guerres : 1945-1993, Belin, coll. « Belin Histoire Sup », 1995, 315 p. (ISBN 978-2-7011-1405-7)
- David Porter Chandler (trad. Alexandra Helleu, préf. François Bizot, postface Jean-Louis Margolin), S-21 ou le crime impuni des Khmers rouges, Autrement, coll. « Frontières », 23 janvier 2002, 202 p. (ISBN 978-2-7467-0170-0, présentation en ligne)
- François Debré, Cambodge : la révolution de la forêt, Flammarion, 1er janvier 1977, 261 p. (ISBN 978-2-08-060911-3)
- Francis Deron, Le Procès des Khmers rouges : Trente ans d'enquête sur le génocide cambodgien, Paris, Gallimard, coll. « La Suite des temps », 17 avril 2009, 480 p. (ISBN 978-2-07-012335-3, présentation en ligne)
- Paul Dreyfus, Pol Pot : le bourreau du Cambodge, Stock, 15 novembre 2000, 350 p. (ISBN 978-2-234-05299-4)
- Alain Forest (dir.) et al., Cambodge contemporain, Les Indes savantes, 21 novembre 2008, 525 p. (ISBN 9782846541930)
- Raoul-Marc Jennar, Les clés du Cambodge, Maisonneuve et Larose, 1er octobre 1995, 328 p. (ISBN 978-2-7068-1150-0)
- Solomon Kane (trad. de l'anglais par François Gerles, préf. David Chandler), Dictionnaire des Khmers rouges, IRASEC, février 2007, 460 p. (ISBN 9782916063270)
- Kèn Khun, De la dictature des Khmers rouges à l'occupation vietnamienne : Cambodge, 1975-1979, Éditions L'Harmattan, coll. « Mémoires asiatiques », 28 septembre 1994, 238 p. (ISBN 978-2-7384-2596-6, lire en ligne)
- Serge Thion et Ben Kiernan, Khmers rouges ! : matériaux pour l'histoire du communisme au Cambodge, vol. 1, Hallier, coll. « Le Puits et le pendule », 1er septembre 1981, 396 p. (ISBN 978-2-86297-050-9)
- Ben Kiernan (trad. Marie-France de Paloméra), Le génocide au Cambodge, 1975-1979 : race, idéologie et pouvoir [« The Pol Pot regime: race, power, and genocide in Cambodia under the Khmer Rouge, 1975-79 »], Gallimard, coll. « NRF essais », avril 1998, 730 p. (ISBN 978-2-07-074701-6)
- Marcel Lemonde et Jean Reynaud, Un juge face aux khmers rouges, Paris, Seuil, 2 janvier 2013, 250 p. (ISBN 978-2-02-105574-0, présentation en ligne)
- Henri Locard, Le "petit livre rouge" de Pol Pot : Les paroles de l'Angkar, L'Harmattan, coll. « Recherches asiatiques », 3 mai 2000, 266 p. (ISBN 978-2-7384-4326-7, lire en ligne)
- Henri Locard, Pourquoi les Khmers rouges, Paris, Éditions Vendémiaire, coll. « Révolutions », 13 février 2013, 352 p. (ISBN 9782363580528, présentation en ligne)
- Jean-Louis Margolin, Cambodge : au pays du crime déconcertant in Le Livre noir du communisme, Robert Laffont, 6 novembre 1997, 846 p. (ISBN 978-2-221-08204-1)
- Marie-Alexandrine Martin, Le mal cambodgien : histoire d'une société traditionnelle face à ses leaders politiques, 1946-1987, vol. 4, Hachette, coll. « Histoire des gens », 1989, 304 p. (ISBN 978-2-01-012251-4)
- Méas Pech-Métral et Georges Bogey (préf. François Burgat), Cambodge et Khmers rouges : Une tragédie oubliée 1975-1979, Cervens, Éditions de l'Astronome, coll. « Témoignages », 6 mai 2008, 175 p. (ISBN 978-2-916147-29-1, présentation en ligne)
- Christophe Peschoux, Les "nouveaux" Khmers rouges : enquête, 1979-1990 : reconstruction du mouvement et reconquête des villages, L'Harmattan, 2000, 303 p. (ISBN 978-2-7384-1446-5, lire en ligne)
- François Ponchaud, Cambodge, année zéro, Paris/Pondicherry, Kailash, 18 juin 1998, 313 p. (ISBN 2-84268-031-6) réédition de l'ouvrage épuisé François Ponchaud, Cambodge année zéro, Julliard, 1977, 252 p.
- François Ponchaud, Une brève histoire du Cambodge, Nantes/Laval, Siloë, 13 septembre 2007, 142 p. (ISBN 978-2-84231-417-0)
- Nicolas Regaud, Le Cambodge dans la tourmente : le troisième conflit indochinois, 1978-1991, Paris, L'Harmattan, coll. « Peuples & stratégies », 1er décembre 2004, 438 p. (ISBN 978-2-85789-097-3, lire en ligne)
- Philippe Richer, Le Cambodge : une tragédie de notre temps, Paris, Presses de la Fondation nationale des sciences politiques, coll. « Collection académique », 30 septembre 2001, 221 p. (ISBN 978-2-7246-0854-0)
- Camille Scalabrino, Affaires cambodgiennes : 1979-1989, L'Harmattan, coll. « Asie-débat », 3 mai 2000, 255 p. (ISBN 978-2-7384-0317-9)
- Sacha Sher, L'essor de l'Angkar : des rêves de grands soirs de sorbonnards à la victoire des maquisards : 1945-1975, Lulu / Scribd, 2008, 447 p.
- Sacha Sher, Le Kampuchéa des "Khmers rouges" : essai de compréhension d'une tentative de révolution, L'Harmattan, avril 2004, 484 p.  (ISBN 2-7475-6191-7).
- Philip Short (trad. Odile Demange), Pol Pot : Anatomie d'un cauchemar [« Pol Pot, anatomy of a nightmare »], Denoël éditions, avril 2007, 604 p. (ISBN 9782207257692)
- Marek Sliwinski, Le Génocide Khmer rouge : une analyse démographique, L'Harmattan, coll. « Recherches asiatiques », 3 mai 2000, 174 p. (ISBN 978-2-7384-3525-5, lire en ligne)
- Olivier Weber, Les Impunis, Un voyage dans la banalité du mal, Robert Laffont, 2013.

### En anglais
- (en) Pivoine Beang et Wynne Cougill, Vanished Stories from Cambodia's New People Under Democratic Kampuchea, Phnom Penh, Documentation Center of Cambodia (en), coll. « Documentation » (no 11), 2006, 143 p. (ISBN 99950-60-07-8)
- (en) Elizabeth Becker, When the War Was Over : Cambodia and the Khmer Rouge Revolution, PublicAffairs, coll. « History / Asian Studies », 20 octobre 1998, 632 p. (ISBN 978-1-891620-00-3, présentation en ligne)
- (en) David Porter Chandler (en), Ben Kiernan, Anthony Barnett (en) et al., Revolution and Its Aftermath in Kampuchea : Eight Essays, vol. 25, New Haven, Yale University Southeast Asia Studies, coll. « Yale Southeast Asia studies / Monograph », juin 1983, 319 p. (ISBN 978-0-938692-05-8)
- (en) David Porter Chandler, The Tragedy of Cambodian History : Politics, War, and Revolution Since 1945, Yale University Press, 2 août 1993, 414 p. (ISBN 9780300057522, présentation en ligne)
- (en) David Porter Chandler (trad. Frank Straschitz), Pol Pot : Frère numéro un, Paris, Plon, 1er décembre 1993, 342 p. (ISBN 978-2-259-02592-8)
- (en) Craig Etcheson, The rise and demise of Democratic Kampuchea, vol. 5, Westview Press (en), coll. « Westview special studies on South and Southeast Asia », juin 1984, 284 p. (ISBN 978-0-86531-650-8)
- (en) Evan R. Gottesman, Cambodia after the Khmer Rouge : inside the politics of nation building, Yale University Press, 14 septembre 2004, 454 p. (ISBN 978-0-300-10513-1, lire en ligne)
- (en) Khamboly Dy, A History of Democratic Kampuchea : (1975-1979), ocumentation Center of Cambodia, 1er janvier 2007 (ISBN 978-99950-60-04-6)
- (en) Ben Kiernan, How Pol Pot came to power : colonialism, nationalism, and communism in Cambodia, 1930-1975, Yale University Press, 14 septembre 2004, 430 p. (ISBN 978-0-300-10262-8, présentation en ligne)
- (en) Alexander Laban Hinton, Why Did They Kill? : Cambodia in the Shadow of Genocide, University of California Press, coll. « California Series in Public Anthropology », 6 décembre 2004, 382 p. (ISBN 978-0-520-24178-7, lire en ligne)
- (en) Michael Vickery, Cambodia, 1975-1982, South End Press, coll. « Asian studies/Politics », 1984, 361 p. (ISBN 978-0-89608-189-5)

### Autres langues
- (km) Bunchhan Mul, Charet Khmaer, Phnom Penh, 1974, 221 p.
- (km) Lada Vallantin Dulac, Ladawan, wild orchid, Sipar S.H Printing House, 2021, 244p.

## Témoignages
- Denise Affonço, La digue des veuves : rescapée de l'enfer des Khmers rouges, Presses de la Renaissance, 7 avril 2005, 260 p. (ISBN 978-2-7509-0049-6)
- Denise Affonço (préf. David Porter Chandler), Rescapée de l'enfer des Khmers rouges, Paris, Presses de la Renaissance, coll. « Témoignage », 16 avril 2008, 263 p. (ISBN 978-2-7509-0408-1)
- Sophie Ansel et Navy Soth, Les larmes interdites, Paris, Plon, coll. « Témoignages », 24 mars 2011, 297 p. (ISBN 978-2-259-21112-3, présentation en ligne)
- François Bizot (préf. John le Carré), Le Portail, vol. 3606, Gallimard, coll. « Folio », 31 janvier 2002, 439 p. (ISBN 978-2-07-041765-0)
- Haing S. Ngor (trad. Jean-Michel Caradec'h & Anne Etcheverry), Une odyssée cambodgienne, Hachette Littérature, 31 juillet 1991, 383 p. (ISBN 978-2-7382-0367-0)
- Hour Chea, Quatre ans avec les Khmers Rouges, Paris, Editions Tchou, coll. « Ingérences », 2 février 2007, 272 p. (ISBN 978-2-7107-0746-2)
- Khay Chuth, Comment j'ai menti aux Khmers rouges, Éditions L'Harmattan, 1er novembre 2004, 309 p. (ISBN 978-2-7475-6861-6, lire en ligne)
- Lada Vallantin Dulac, Ladavann, une orchidée sauvage, Cheminements, 2009, 292p.  (ISBN 978-2844785985)
- Loung Ung (trad. Frank Straschitz), D'abord ils ont tué mon père, Plon, 24 janvier 2002, 279 p. (ISBN 978-2-259-19226-2)
- Claire Lý, Revenue de l'enfer : Quatre ans dans les camps khmers rouges, Éditions de l'Atelier, coll. « La vie au cœur », 27 mars 2002, 175 p. (ISBN 978-2-7082-3622-6)
- Malay Phcar, Une enfance en enfer : Cambodge, 17 avril 1975-8 mars 1980, France loisirs, 2006, 338 p. (ISBN 978-2-7441-8908-1)
- Mok Sun Ong, Cambodge, la destruction, 1985, 229 p. (ISBN 978-2-9501037-0-3)
- Prince Norodom Sihanouk et Simone Lacouture, Prisonnier des Khmers rouges, Hachette, coll. « Histoire / Littérature générale. Récit », 5 novembre 1986, 433 p. (ISBN 978-2-01-012184-5)
- Ong Thong Hoeung, J'ai cru aux Khmers rouges : retour sur une illusion, Buchet/Chastel, coll. « Essais et documents », 5 septembre 2003, 271 p. (ISBN 978-2-283-01936-8)
- Laurence Picq, Au-delà du ciel : cinq ans chez les Khmers rouges, Barrault, 8 janvier 1992, 211 p. (ISBN 978-2-7360-0014-1)
- Pin Yathay (trad. Lucien Maillard), L'utopie meurtrière : un rescapé du génocide cambodgien témoigne, Editions Tamot, coll. « Les rescapés de l'enfer jaune », 1981, 254 p.
- Pin Yathay et John Man (trad. Laura Contartese), Tu vivras, mon fils : l'extraordinaire récit d'un rescapé de l'enfer khmer rouge, L'Archipel, octobre 2000, 299 p. (ISBN 978-2-84187-258-9)
- François Ponchaud, Cambodge année zéro, Editions Kailash, coll. « Document, civilisations et sociétés », 20 juin 1998, 313 p. (ISBN 978-2-84268-031-2)
- Rany Chan et Andrée-Marie Sigrist, L'enfer où Dieu prenait soin de nous : quatre ans sous Pol Pot, Fayard, coll. « Les enfants du fleuve », 17 avril 1996, 349 p. (ISBN 978-2-213-59633-4)
- Rithy Panh et Louise Lorentz, Le papier ne peut pas envelopper la braise, Paris, Grasset, coll. « Documents Français », avril 2007
- Rithy Panh et Christine Chaumeau, La machine khmère rouge : Monti Santésok S-21, Paris, Flammarion, 2003
- Rithy Panh et Christophe Bataille, L'élimination , Paris, Grasset, coll. « Littérature Française », 2012
- Rithy Panh et Christophe Bataille, L'image manquante, Paris, Grasset, coll. « Littérature Française », 2013
- Rithy Panh et Christophe Bataille, La paix avec les morts, Paris, Grasset, coll. « Littérature Française », 22 janvier 2020
- (en) Sathavy Kim et Mary Byrne, A Shattered Youth : Surviving the Khmer Rouge, Maverick House, 9 janvier 2010, 269 p. (ISBN 978-1-905379-70-5)
- Somanos Sar, Apocalypse khmère, Jean Picollec, 9 septembre 2003, 220 p. (ISBN 978-2-86477-188-3)
- Sor Sisavang, L'enfant de la rizière rouge, Fayard, 1er octobre 1990, 333 p. (ISBN 978-2-213-02594-0)
- Molyda Szymusiak, Les pierres crieront : une enfance cambodgienne, 1975-1980, Editions La Découverte, 1988, 172 p. (ISBN 978-2-7071-1469-3)
- Thach Toan, Histoire des Khmers : L'Odyssée du peuple cambodgien, Paris, L'Harmattan, coll. « Recherches asiatiques », 13 février 2009, 160 p. (ISBN 978-2-296-07365-4, lire en ligne)
- Tran Lam, La survivante : la guerre des autres, Stanké, coll. « récit autobiographique », 2 mai 2002, 350 p. (ISBN 978-2-7604-0830-2)
- Ung Loung (trad. Frank Straschitz), D'abord ils ont tué mon père [« First they killed my father »], Plon, 24 janvier 2002, 280 p. (ISBN 978-2-259-19226-2)
- Yi Tan Kim Pho et Ida Simon-Barouh, Le Cambodge des Khmers rouges : chronique de la vie quotidienne, Éditions L'Harmattan, 2000, 314 p. (ISBN 978-2-7384-0698-9)
- Suong Sikœun, Itinéraire d'un intellectuel Khmer rouge, Paris, Cerf, 2013, 544 p. (ISBN 978-2-204-10001-4)

## Œuvre de fiction
- Christophe Doncker, Le dernier Khmer, Genèse édition, 2016.
- Nancy Huston, Lèvres de pierre, Actes Sud, 2018  (ISBN 978-2-330-10867-0).
- Jeanne Truong, Ceux qui sont restés là-bas, Gallimard, 2021  (ISBN 9782072888045).
- Arnaud Friedmann, Le trésor de Sunthy, Lucca éditions, 2019  (ISBN 9782956387947)
- Peter May, Un chemin sans pardon, Rouergue, 2023

## Bandes-dessinées
- Séra (préf. Rithy Panh), L'Eau et la Terre : Cambodge 1975-1979, Delcourt, coll. « Mirages », 13 avril 2005, 100 p. (ISBN 978-2-84789-728-9)
- Séra, Lendemains de cendres : Cambodge 1979-1993, Paris, Delcourt, coll. « Mirages », 20 juin 2007, 90 p. (ISBN 978-2-7560-0623-9)
- Tian, L'année du lièvre, t. 1 : Au revoir Phnom Penh, Paris, Gallimard Jeunesse, coll. « Bayou », 7 avril 2011, 128 p. (ISBN 978-2-07-062957-2, présentation en ligne)
- Tian, L'année du lièvre, t. 2 : Ne vous inquiétez pas, Paris, Gallimard Jeunesse, coll. « Bayou », 6 juin 2013, 128 p. (ISBN 978-2-07-062958-9, présentation en ligne)

## Filmographie
- La Déchirure, de Roland Joffé : histoire des journalistes Sydney Schanberg et Dith Pran rescapés des Khmers Rouges (titre anglais : The killing fields).
- Bophana, une tragédie cambodgienne, de Rithy Panh, 1996.
- S21, la machine de mort Khmère rouge, de Rithy Panh, 2003 : documentaire franco-cambodgien historique sur la prison S21.
- Duch, le maitre des forges de l'enfer, de Rithy Panh, 2007.
- L'image manquante, de Rithy Panh, 2013.
- Les tombeaux sans noms, de Rithy Panh, 2018.
- Cham, documentaire sur le génocide des musulmans cambodgiens.
- Le Sommeil d'or, documentaire sur le cinéma cambodgien.
- D'abord ils ont tué mon père : basé sur une autobiographie d'une petite fille qui a vécu le génocide.
- Funan, film d'animation de Denis Do, 2018.